# Marco Doria
Marco Doria (Genova, 13 ottobre 1957) è uno storico e politico italiano, sindaco di Genova dal 2012 al 2014 e della città metropolitana dal 2015 al 2017.

## Biografia
Nato a Genova, dove tuttora vive, discende da un ramo dell'antica e nobile famiglia ligure dei Doria; si dice che il padre Giorgio (1929-1998), soprannominato il marchese rosso e vicesindaco del capoluogo ligure nella prima giunta guidata da Fulvio Cerofolini negli anni settanta, sia stato diseredato dal padre Ambrogio quando si iscrisse al Partito Comunista Italiano. Gode dei titoli di Marchese, Patrizio Genovese e Conte di Montaldeo.
Sposato, ha tre figli.
Terminato il Liceo ginnasio Andrea D'Oria nel 1976, si laurea nel 1981 in Lettere all'Università di Genova con una tesi di storia contemporanea e subito dopo si occupa, come borsista, dell'archivio storico dell'Ansaldo. Ottiene poi una borsa di studio presso la Fondazione Luigi Einaudi di Torino, presso la quale avvia una ricerca storica sull'Ansaldo, oggetto del dottorato di ricerca in storia ottenuto nel 1988 all'Istituto Universitario Europeo di Firenze. Nello stesso anno prende servizio come docente di lettere nelle scuole superiori fino al 1995, quando diventa ricercatore universitario in storia economica nella Facoltà di economia dell'Università di Genova. Nel 2000 viene promosso al ruolo di professore associato a tempo pieno della medesima materia e nel 2010 ottiene l'idoneità a professore ordinario.
La sua attività di ricerca si focalizza sul XIX e XX secolo e riguarda la storia dell'impresa e della banca, la formazione della classe imprenditoriale e la composizione della forza lavoro, i processi di industrializzazione e deindustrializzazione, lo sviluppo delle città, in particolare la costruzione dei servizi urbani, i trasporti marittimi e le trasformazioni delle strutture portuali.
È membro del consiglio di amministrazione della Fondazione Ansaldo dalla sua creazione nel 2000 al 2007 e, successivamente, membro della Commissione scientifica della stessa a partire dal 2008.
Attualmente è professore ordinario presso il Dipartimento di Economia (DIEC) dell'Università di Genova.

## Attività politica
L'approfondimento della conoscenza storica delle dinamiche economico-sociali di Genova in età contemporanea si è intrecciato con l'attività politica, iniziata dagli anni liceali come iscritto alla Federazione Giovanile Comunista Italiana e poi al Partito Comunista Italiano.
Dal 1978 al 1985 è stato Consigliere di circoscrizione nel quartiere genovese di Albaro e poi Consigliere comunale di Genova dal 1990 al 1993, nelle giunte guidate da Romano Merlo e Claudio Burlando.
Iscritto al PCI fino alla svolta della Bolognina, si avvicina successivamente, al pari del padre, al Partito della Rifondazione Comunista.
Nel 2009 si avvicina come indipendente a Sinistra Ecologia Libertà, confluito nel 2017 in Sinistra Italiana.

### Sindaco di Genova
Nel 2011 si candida, sostenuto da Sinistra Ecologia Libertà con Nichi Vendola e da don Andrea Gallo, alle elezioni primarie del centrosinistra per la carica di sindaco di Genova. Il 13 febbraio 2012 viene proclamato vincitore con il 46% dei voti, battendo le due candidate del PD, la prima cittadina uscente Marta Vincenzi e la senatrice Roberta Pinotti. Dopo questa vittoria, è candidato a sindaco per le elezioni amministrative in Italia del 2012, sostenuto da una coalizione di centrosinistra.
Al primo turno delle elezioni amministrative del 6 e 7 maggio 2012 ottiene il primo posto tra i vari candidati con il 48,3% dei voti e va al ballottaggio del 20 e 21 maggio 2012, dove affronta il senatore Enrico Musso (Lista civica) che ha ottenuto il secondo posto con il 15% dei consensi.
Il 21 maggio 2012 viene eletto sindaco di Genova con il 59,71% delle preferenze contro il 40,28% di Musso.
Nel febbraio 2017, in vista delle elezioni comunali previste per la primavera, annuncia di non volersi ricandidare a sindaco; il centrosinistra sceglie al suo posto Gianni Crivello, che verrà tuttavia sconfitto al ballottaggio da Marco Bucci, diventato il primo sindaco di centrodestra del capoluogo ligure.

## Pubblicazioni
- Ansaldo. L'impresa e lo Stato, Milano, FrancoAngeli, 1989, ISBN 88-204-3613-2.
- L'imprenditoria industriale in Italia dall'Unità al “miracolo economico”, Torino, Giappichelli, 1998, ISBN 88-348-8186-9.
- Il Banco di Chiavari e della Riviera Ligure. Storia di una banca nel suo territorio 1870-1954, Genova, Sagep, 2001, ISBN 88-7058-816-5.
- Marco Doria e Giovanni Assereto (a cura di), Storia della Liguria, Roma-Bari, Laterza, 2007, ISBN 978-88-420-8485-3.
- Marco Doria e Rolf Petri (a cura di), Banche multinazionali e capitale umano. Studi in onore di Peter Hertner, Milano, FrancoAngeli, 2007, ISBN 978-88-464-8972-2.
- L'acqua e la città. Storia degli acquedotti genovesi de Ferrari, Galliera e Nicolay (secoli XIX-XX), Milano, FrancoAngeli, 2008, ISBN 978-88-568-0511-6.
- Valerio Castronovo (a cura di), I trasporti marittimi, la siderurgia, in Storia dell'IRI, 1. Dalle origini al dopoguerra, Roma-Bari, Laterza, 2012, ISBN 978-88-420-9856-0.